# Nuoto ai campionati mondiali di nuoto 2007 - 400 metri stile libero femminili
La gara di nuoto dei 400 metri stile libero femminili dei campionati mondiali di nuoto 2007 è stata disputata il 25 marzo presso la Rod Laver Arena di Melbourne.
Accreditate alla partenza 67 atlete.
La competizione è stata vinta dalla nuotatrice francese Laure Manaudou, mentre l'argento e il bronzo sono andati rispettivamente alla polacca Otylia Jędrzejczak e alla giapponese Hayley Peirsol.

## Podio
| Posizione | Atleta             | Nazionalità |
| --------- | ------------------ | ----------- |
| Oro       | Laure Manaudou     | Francia     |
| Argento   | Otylia Jędrzejczak | Polonia     |
| Bronzo    | Ai Shibata         | Giappone    |

## Programma
| Data          | Ora   | Turno    |
| ------------- | ----- | -------- |
| 25 marzo 2007 | 12:11 | Batterie |
| 25 marzo 2007 | 19:52 | Finale   |

## Record
Prima della manifestazione il record del mondo e il record dei campionati erano i seguenti.
| Record mondiale       | 4'02"13 | Laure Manaudou Francia | 6 agosto 2006 Budapest, Ungheria |
| Record dei campionati | 4'06"28 | Tracey Wickham Francia | 24 agosto 1978 Berlino, Germania |

Durante l'evento sono stati migliorati i seguenti record:
| Data     | Evento   | Atleta         | Nazione | Tempo   | Record                |
| -------- | -------- | -------------- | ------- | ------- | --------------------- |
| 25 marzo | Batterie | Laure Manaudou | Francia | 4'05"29 | Record dei campionati |
| 25 marzo | Finale   | Laure Manaudou | Francia | 4'02"61 | Record dei campionati |

## Risultati

### Batterie
I migliori 8 tempi accedono alla finale
| Pos. | Batteria | Corsia | Atleta                             | Nazionalità                   | Tempo       | Note |
| ---- | -------- | ------ | ---------------------------------- | ----------------------------- | ----------- | ---- |
| 1    | 9        | 4      | Laure Manaudou                     | Francia                       | 4:05.29     | Q    |
| 2    | 9        | 6      | Federica Pellegrini                | Italia                        | 4:06.51     | Q    |
| 3    | 8        | 5      | Ai Shibata                         | Giappone                      | 4:07.17     | Q    |
| 4    | 8        | 4      | Kate Ziegler                       | Stati Uniti                   | 4:07.18     | Q    |
| 5    | 9        | 5      | Linda Mackenzie                    | Australia                     | 4:07.26     | Q    |
| 6    | 7        | 2      | Otylia Jędrzejczak                 | Polonia                       | 4:08.16     | Q    |
| 7    | 9        | 3      | Joanne Jackson                     | Gran Bretagna                 | 4:08.17     | Q    |
| 8    | 7        | 4      | Katie Hoff                         | Stati Uniti                   | 4:08.38     | Q    |
| 9    | 7        | 5      | Caitlin McClatchey                 | Gran Bretagna                 | 4:08.52     |      |
| 10   | 8        | 3      | Bronte Barratt                     | Australia                     | 4:08.99     |      |
| 11   | 9        | 7      | Sophie Huber                       | Francia                       | 4:09.80     |      |
| 12   | 8        | 7      | Brittany Reimer                    | Canada                        | 4:10.85     |      |
| 13   | 8        | 2      | Tan Miao                           | Cina                          | 4:11.37     |      |
| 14   | 9        | 2      | Arantxa Ramos Plasencia            | Spagna                        | 4:11.40     |      |
| 15   | 8        | 6      | Camelia Potec                      | Romania                       | 4:11.83     |      |
| 16   | 8        | 1      | Flavia Rigamonti                   | Svizzera                      | 4:11.85     |      |
| 17   | 9        | 1      | Helen Norfolk                      | Nuova Zelanda                 | 4:11.98     |      |
| 18   | 7        | 8      | Lotte Friis                        | Danimarca                     | 4:12.99     |      |
| 19   | 7        | 1      | Wendy Trott                        | Sudafrica                     | 4:13.92     |      |
| 20   | 7        | 6      | Rui Yu                             | Cina                          | 4:13.94     |      |
| 21   | 8        | 8      | Tanya Hunks                        | Canada                        | 4:14.68     |      |
| 22   | 7        | 3      | Sachiko Yamada                     | Giappone                      | 4:15.40     |      |
| 23   | 7        | 7      | Cecilia Biagioli                   | Argentina                     | 4:16.71     |      |
| 24   | 6        | 5      | Agata Zwiejska                     | Polonia                       | 4:17.50     |      |
| 25   | 6        | 6      | Melissa Ingram                     | Nuova Zelanda                 | 4:20.05     |      |
| 26   | 6        | 8      | Andreína Pinto                     | Venezuela                     | 4:20.84     |      |
| 27   | 5        | 4      | Golda Marcus                       | El Salvador                   | 4:22.17     |      |
| 28   | 5        | 8      | Ming Xiu Ong                       | Malaysia                      | 4:22.43     |      |
| 29   | 6        | 4      | Chin Kuei Yang                     | Taipei cinese                 | 4:22.59     |      |
| 30   | 6        | 1      | Charlotte Johannsen                | Danimarca                     | 4:22.76     |      |
| 31   | 6        | 7      | Tin Wen Quah                       | Singapore                     | 4:23.57     |      |
| 32   | 6        | 2      | Carmen Nam                         | Hong Kong                     | 4:24.07     |      |
| 33   | 5        | 7      | Nimitta Thaveesupsoonthorn         | Thailandia                    | 4:24.38     |      |
| 34   | 5        | 5      | Maroua Mathlouthi                  | Tunisia                       | 4:24.47     |      |
| 35   | 5        | 6      | Monika Mocnik                      | Slovenia                      | 4:24.96     |      |
| 36   | 4        | 5      | Erica Totten                       | Filippine                     | 4:25.13     |      |
| 37   | 4        | 7      | Kimberly Eeson                     | Zimbabwe                      | 4:26.23     |      |
| 38   | 4        | 4      | Lynette Lim                        | Singapore                     | 4:26.97     |      |
| 39   | 9        | 8      | Ji Eun Lee                         | Corea del Sud                 | 4:27.29     |      |
| 40   | 5        | 3      | Heysi Villarreal Navarro           | Cuba                          | 4:30.50     |      |
| 41   | 6        | 3      | Shrone Austin                      | Seychelles                    | 4:30.56     |      |
| 42   | 4        | 2      | Maria Gandionco                    | Filippine                     | 4:30.98     |      |
| 43   | 5        | 1      | Sarah Hadj Aberrahmane             | Algeria                       | 4:32.08     |      |
| 44   | 4        | 8      | Maria Alejandra Torres             | Perù                          | 4:32.85     |      |
| 45   | 4        | 3      | Raffaella Rodoni Palma             | Cile                          | 4:32.98     |      |
| 46   | 3        | 7      | Mona Simonsen                      | Fær Øer                       | 4:34.47     |      |
| 47   | 5        | 2      | Cai Lin Khoo                       | Malaysia                      | 4:35.96     |      |
| 48   | 4        | 1      | Fiorella Gomez-Sanchez             | Perù                          | 4:36.04     |      |
| 49   | 3        | 2      | Jutta Thomsen                      | Fær Øer                       | 4:36.15     |      |
| 50   | 4        | 6      | Pin Chieh Nieh                     | Taipei cinese                 | 4:36.23     |      |
| 51   | 3        | 6      | Noufissa Chbihi                    | Marocco                       | 4:37.84     |      |
| 52   | 3        | 4      | Matana Wellman                     | Zambia                        | 4:38.06     |      |
| 53   | 2        | 6      | Ranohon Amanova                    | Uzbekistan                    | 4:41.26     |      |
| 54   | 3        | 3      | Valerie Eman                       | Aruba                         | 4:42.33     |      |
| 55   | 3        | 5      | Tuesday Watts                      | Grenada                       | 4:43.79     |      |
| 56   | 3        | 8      | Marike Meyer                       | Namibia                       | 4:44.24     |      |
| 57   | 2        | 1      | Shannon Austin                     | Seychelles                    | 4:44.96     |      |
| 58   | 2        | 5      | Miriam Hatamleh                    | Giordania                     | 4:47.43     |      |
| 59   | 3        | 1      | Pooja Raghava Alva                 | India                         | 4:50.32     |      |
| 60   | 2        | 3      | Hiba Bashouti                      | Giordania                     | 4:58.89     |      |
| 61   | 2        | 7      | Tojohanitra Andriamanjatoarimanana | Madagascar                    | 5:01.53     |      |
| 62   | 2        | 4      | Man Wai Fong                       | Macao                         | 5:03.89     |      |
| 63   | 1        | 4      | Sarah Elizabeth Johnson            | Isole Marianne Settentrionali | 5:05.03     |      |
| 64   | 2        | 8      | Sakina Ghulam                      | Pakistan                      | 5:11.10     |      |
| 65   | 1        | 5      | Frances Nagatalevu                 | Figi                          | 5:27.81     |      |
| -    | 1        | 3      | Ogom Obianugba                     | Nigeria                       | non partita |      |
| -    | 2        | 2      | Ngozi Monu                         | Nigeria                       | non partita |      |

### Finale
| Pos. | Corsia | Atleta              | Nazionalità   | Tempo   | Note                  |
| ---- | ------ | ------------------- | ------------- | ------- | --------------------- |
|      | 4      | Laure Manaudou      | Francia       | 4:02.61 | Record dei campionati |
|      | 7      | Otylia Jędrzejczak  | Polonia       | 4:04.23 |                       |
|      | 3      | Ai Shibata          | Giappone      | 4:05.19 |                       |
| 4    | 8      | Katie Hoff          | Stati Uniti   | 4:05.65 |                       |
| 5    | 5      | Federica Pellegrini | Italia        | 4:05.79 |                       |
| 6    | 6      | Kate Ziegler        | Stati Uniti   | 4:06.99 |                       |
| 7    | 1      | Joanne Jackson      | Gran Bretagna | 4:07.42 |                       |
| 8    | 2      | Linda Mackenzie     | Australia     | 4:07.64 |                       |